# Œuilly, Marne
Œuilly är en kommun i departementet Marne i regionen Grand Est (tidigare regionen Champagne-Ardenne) i nordöstra Frankrike. Kommunen ligger i kantonen Dormans som tillhör arrondissementet Épernay. År 2022 hade Œuilly 595 invånare.

## Befolkningsutveckling
Antalet invånare i kommunen Œuilly
| Referens: INSEE |